# São Luís flygplats
São Luís internationella flygplats – Marechal Cunha Machado (portugisiska: Aeroporto Internacional de São Luís – Marechal Cunha Machado) är en flygplats i São Luís i Maranhão i Brasilien. Flygplatsen ligger 54 meter över havet.
Närmaste större samhälle är São Luís, 9,8 km nordväst om flygplatsen.